# Битка код Маренга
Битка код Маренга вођена је 14. јуна 1800. између француских снага под вођством првог конзула Наполеона Бонапарте и аустријских снага у близини града Алесандрије, у Пијемонту, Италија. Пред крај дана, Французи су савладали изненадни напад генерала Михаела фон Меласа, истерали Аустријанце из Италије и учврстили Бонапартин политички положај у Паризу као првог конзула Француске након његовог државног удара у новембру. 
Изненађен аустријским напредовањем према Ђенови средином априла 1800, Бонапарта је средином маја журно повео своју војску преко Алпа и стигао до Милана 2. јуна. Након што су пресекли Меласову линију комуникација преласком реке По и поразом Фелдмарсцхаллеутнанта (ФМЛ) Петера Карла Отта вон Баторкеза код Монтебела 9. јуна, Французи су се приближили аустријској војсци, која се окупила у Алесандрији. Обманут од стране локалног двоструког агента, Бонапарта је послао велике снаге на север и југ, али су Аустријанци 14. јуна покренули изненадни напад на главну француску армију, под генералом Лујем Александром Бертијеом.
У почетку су одбијена њихова два напада преко потока Фонтаноне у близини села Маренго, а генерал Жан Лан је појачао француску десницу. Бонапарта је схватио праву позицију и издао наређење у 11:00 да се опозове одред под генералом дивизије (ГдД) Луја Десаика, док је он померио своју резерву напред. Са аустријске леве стране, Отова колона је заузела Кастел Цериоло, а њена претходница се померила на југ да нападне Ланесов бок. Мелас је обновио главни јуриш, а Аустријанци су разбили централни француски положај. До 14.30 Французи су се повлачили, а аустријски драгуни су заузели фарму Маренго. Бонапарта је до тада стигао са резервом, али су Бертијеове трупе почеле да се враћају на главне појасеве винове лозе. Знајући да се Десаик приближава, Бонапарта је био забринут због колоне Отових војника који су марширали са севера и зато је распоредио своју пешадију Конзуларне гарде да је одложи. Французи су се затим постепено повлачили на исток према Сан Ђулијано Векију док су Аустријанци формирали колону да их прате, док је От такође напредовао у северном сектору.
Десаиков долазак око 17:30 стабилизовао је француски положај, пошто је 9. лаки пешадијски пук одложио аустријско напредовање главним путем, а остатак војске реформисао се северно од Кашине Гросе. Како су аустријске трупе у гоњењу стигле, мешавина мускетирања и артиљеријске ватре прикрила је изненадни напад на „Général de Brigade (GdB)" Франсоа Етјена де Келермана, који је бацио аустријску потеру у неуређени бег назад у Алесандрију, са око 14.000 убијених или рањених ухваћен. Француски губици су били знатно мањи, али су укључивали и Десаика. Читава француска линија јурила је за Аустријанцима да би запечатила уне вицтоире политикуе (политичку победу) која је обезбедила Бонапарту на власти након државног удара. Уследила би пропагандна кампања која је покушавала да три пута препише причу о бици током његове владавине.

## Увод
Након сазнања да је француски генерал Жан Лан нанео пораз аустријској трупи генерала Ота код Монтебела, врховни генерал аустријске војске у Италији, Мишел Мелас, није ништа предузео све до 13. јуна када је одлучио да заподене одлучујућу битку. Немајући података о Меласовим снагама, Наполеон Бонапарта је 11. и 12. јуна пребацио главнину Резервне армије и свој штаб између теснаца Страделе и Вогере, али је гро артиљерије, због опсаде Барда, био још далеко. Француска армија је 13. јуна у зори прешла Скривију и делом снага заузела Маренго. Међутим, још увек нису стизали подаци о бројном стању Меласових снага. Бонапарта је сматрао да је његова војска слаба и да се повлачи ка реци По. Послао је генерала Луја Дезеа да по сваку цену спречи повлачење ка Ђенови, а дивизију Лапопа да спречи повлачење преко Валенце ка Новари. Само је дивизију Моњеа задржао уз себе. Тиме је скоро половина трупа Резервне армије заузета другим пословима. Бонапарта је пошао у сусрет знатно јачој армији (Француза је било око 25000, а Аустријанаца око 37000). Аустријанци су располагали и неупоредиво јачом артиљеријом.

## Положаји
Мелес је 13. јуна наредио генералу Оту да крене преко Кастел Чериола на Сале, а сам је са Хадиковим и Кајмовим корпусом и Елсницовом коњицом у главној колони требало да наступа преко Маренга на Сан Ђулијано, а затим да нападне са бока и позадине француске снаге код Салеа, с тим да О'Рели обезбеђује десни бок наступајући у истој висини са главном колоном. Прелажење Бормиде почело је у 5 часова да би четири часа касније већ две колоне, подржане артиљеријом, приморале Гарданову дивизију из Викторовог корпуса да се повуче уз тешке губитке. Међутим, Виктор је успоставио борбени поредак дуж дубоко усеченог потока Фонтанонеа у полукругу око Маренга са Шамберлаковом, Гардановом и Ватриновом дивизијом на фронту и коњицом на крилима. Аустријске колоне развиле су се у две линије паралелно Викторовом поретку - првом је командовао Хадик, а другом Мелас. Отов корпус је образовао резерву.

## Долазак Наполеона
Сазнавши да се развила битка, Наполеон је наредио својим генералима да се одмах врате на бојиште. Међутим, због велике удаљености, они су могли стићи тек у подне. Потом је повео Гарду у Сан Ђулијано и наредио Моњеовој дивизији да га изблиза следи. На бојиште је стигао око 9:30 и установио је да је лево крило десетковано, а да се Викторове трупе повлаче и тиме откривају Ланово лево крило. Због тога је упутио Гарду десно од Лана са задатком да по сваку цену спрече напредовање непријатеља код Кастел Чериола. Тиме је криза привремено преброђена. Ланове трупе су учвршћене, а Викторов корпус се одржао до подне када је принуђен на повлачење. Под руковођењем Бонапарте, повлачење је извршено у реду. Потом се и Лан повукао под тешким условима. До 15 часова све су француске резерве биле истрошене, те је изгледало да је битка изгубљена. Верујући да је већ победио, Мелас се вратио у Алесандрију остављајући генералу Чаху да доврши бој.

## Француски противнапад
На маршу од Ривалте за Нови, Дезе је 14. јуна око 8 часова застао када је чуо топовску пуцњаву јер је очекивао нова наређења. Пошто их је заиста и добио, он се око 15 часова са Бундеовом дивизијом појавио пред Сан Ђулијаном. Тада се Бонапарта одлучио за противнапад. Верујући да се Французи повлаче, Чах је необазриво наступао у колони. Дезеов и Мармонов противнапад га је затекао потпуно неспремног. Бонапарта одлази да бодри своје трупе. Све француске дивизије су одједном кренуле у напад. У нападу је погинуо Дезе. Буде који га је заменио на месту команданта 9. лаке полубригаде, пробио је аустријски центар. Келерманови драгуни су довршили посао. Французи су имали 2000 заробљеника међу којима је био и генерал Чах. Келерман и Лан су одбацили аустријску коњицу, а Моње је поново заузео Кастел Чериоло. Остаци аустријске армије су се у нереду повукли преко Бормиде.